# Leon Kofana
 (février 2023).
Si vous disposez d'ouvrages ou d'articles de référence ou si vous connaissez des sites web de qualité traitant du thème abordé ici, merci de compléter l'article en donnant les références utiles à sa vérifiabilité et en les liant à la section « Notes et références ».
Leon Kofana, né le 22 juin 2002 à Honiara aux Îles Salomon, est un footballeur international salomonais jouant en tant que défenseur central au Rewa FC.

## Biographie

### Jeunesse
Leon Kofana est né le 22 juin 2002 aux Îles Salomon. Dans sa jeunesse, Kofana joue pour son club scolaire du White River Community High School. En 2017, l'équipe atteint la demi-finale de la ligue scolaire avant d'être éliminée par la Numbu Christian High School. L'année suivante, l'équipe termine troisième de la ligue.

### En club

#### Bourse en Nouvelle-Zélande (2019-2020)
Le joueur reçoit, avec son coéquipier Raphael Lea'i, une bourse lui permettant d'étudier en Nouvelle-Zélande pour l'année 2019, ainsi que de rejoindre l'académie du Wellington Phoenix. Il y réalise une très belle année, mais ne reconduit pas sa bourse et son contrat pour 2020, souhaitant rester à Honiara afin de jouer la Ligue des champions d'Océanie avec les Henderson Eels.

#### Henderson Eels FC (depuis 2019)
Il débarque aux Henderson Eels lors de l'automne 2019, toujours accompagné de Raphael Lea'i, alors qu'il était encore lié avec l'académie de Wellington Phoenix, où il ne retournera pas malgré une bourse pour l'année 2020.
Peu de temps après, Kofana devient un titulaire régulier pour les Henderson Eels en Telekom S-League et en O-League. L'équipe termine à la deuxième place du championnat cette saison là.
En mars 2020, à l'âge de dix-sept ans, Kofana et Lea'i réussissent ce qui avait été un exploit rare pour des joueurs des îles du Pacifique, un essai avec le Melbourne Victory, club de A-League. Aucun des deux joueurs ne signera de contrat à l'issue de ce séjour de deux semaines. Plusieurs problèmes, dont la pandémie de Covid-19 en cours, ont ajouté de l'incertitude quant au retour des joueurs.

### En sélection
Il participe avec l'équipe de futsal des -17 ans des Îles Salomon le tournoi de futsal de l'OFC en 2017. 
Il joue sept matchs avec les moins de 17 ans au football, où il marque un but.
Il fait ses débuts en équipe nationale à l'âge de 19 ans en mars 2022, où il participe aux qualifications pour la Coupe du monde contre les Îles Cook.
En juin 2024, il figure dans la liste des 23 joueurs salomonais retenus par Jacob Moli pour participer à la Coupe d'Océanie 2024,.

## Statistiques

### Liste des matchs internationaux
| Matchs internationaux de Leon Kofana | Matchs internationaux de Leon Kofana | Matchs internationaux de Leon Kofana | Matchs internationaux de Leon Kofana | Matchs internationaux de Leon Kofana | Matchs internationaux de Leon Kofana | Matchs internationaux de Leon Kofana                |
|                                      | Date                                 | Lieu                                 | Adversaire                           | Résultat                             | Compétition                          | Notes                                               |
| ------------------------------------ | ------------------------------------ | ------------------------------------ | ------------------------------------ | ------------------------------------ | ------------------------------------ | --------------------------------------------------- |
| 1.                                   | 17 mars 2022                         | Grand Hamad Stadium, Doha, Qatar     | Îles Cook                            | 0 - 2                                | Éliminatoires Coupe du monde 2022    | Titulaire.                                          |
| 2.                                   | 24 mars 2022                         | Grand Hamad Stadium, Doha, Qatar     | Tahiti                               | 3 - 1                                | Éliminatoires Coupe du monde 2022    | Remplace William Komasi à la 82e.                   |
| 3.                                   | 27 mars 2022                         | Grand Hamad Stadium, Doha, Qatar     | Papouasie-Nouvelle-Guinée            | 3 - 2                                | Éliminatoires Coupe du monde 2022    | Remplace Javin Alick à la 46e.                      |
| 4.                                   | 30 mars 2022                         | Grand Hamad Stadium, Doha, Qatar     | Nouvelle-Zélande                     | 0 - 5                                | Éliminatoires Coupe du Monde 2022    | Titulaire.                                          |
| 5.                                   | 21 septembre 2022                    | Korman Stadium, Port-Vila, Vanuatu   | Nouvelle-Calédonie                   | 0 - 1                                | Match amical                         | Titulaire.                                          |
| 6.                                   | 24 septembre 2022                    | Korman Stadium, Port-Vila, Vanuatu   | Fidji                                | 2 - 2                                | Match amical                         | Titulaire.                                          |
| 7.                                   | 30 septembre 2022                    | Korman Stadium, Port-Vila, Vanuatu   | Fidji                                | 0 - 1                                | Match amical                         | Titulaire, remplacé à la 61e par Ronny Mani Butala. |